# Nederlandse kampioenschappen schaatsen afstanden 2015 - 1500 meter mannen
De 1500 meter mannen op de Nederlandse kampioenschappen schaatsen afstanden 2015 werd gereden op vrijdag 31 oktober 2014 in ijsstadion Thialf te Heerenveen. Er namen vierentwintig mannen deel.

## Statistieken

### Uitslag
| Positie | Schaatser             | Paar | Baan | Tijd       |
| ------- | --------------------- | ---- | ---- | ---------- |
| Goud    | Sven Kramer           | 10   | O    | 1:46.14    |
| Zilver  | Koen Verweij          | 10   | I    | 1:46.47(8) |
| Brons   | Thomas Krol           | 5    | I    | 1:46.47(9) |
| 4       | Kjeld Nuis            | 9    | O    | 1:46.89    |
| 5       | Wouter olde Heuvel    | 9    | I    | 1:46.95    |
| 6       | Pim Schipper          | 6    | O    | 1:47.11    |
| 7       | Kai Verbij            | 7    | O    | 1:47.53    |
| 8       | Jan Blokhuijsen       | 12   | O    | 1:47.61    |
| 9       | Douwe de Vries        | 12   | I    | 1:47.83    |
| 10      | Maurice Vriend        | 8    | O    | 1:48.04    |
| 11      | Stefan Groothuis      | 11   | O    | 1:48.23    |
| 12      | Thijs Roozen          | 3    | O    | 1:48.92    |
| 13      | Jos de Vos            | 5    | O    | 1:49.30    |
| 14      | Wesly Dijs            | 2    | O    | 1:49.48    |
| 15      | Marcel Bosker         | 3    | I    | 1:49.56    |
| 16      | Sjoerd de Vries       | 7    | I    | 1:49.65    |
| 17      | Gerben Jorritsma      | 2    | I    | 1:49.72(1) |
| 18      | Renz Rotteveel        | 11   | I    | 1:49.72(4) |
| 19      | Patrick Roest         | 1    | I    | 1:49.73    |
| 20      | Lucas van Alphen      | 6    | I    | 1:49.95    |
| 21      | Peter Groen           | 4    | O    | 1:50.01    |
| 22      | Frank Hermans         | 8    | I    | 1:50.39    |
| 23      | Alexander van Hasselt | 1    | O    | 1:51.33    |
| 24      | Dedjer Wymenga        | 4    | I    | 1:52.55    |

Bron:
Scheidsrechter: Jan Bolt 
 Starter: Janny Smegen 
 Start: 17.04 uur 
 Einde: 17.39 uur 

### Loting
| Rit | Binnenbaan         | Buitenbaan            |
| --- | ------------------ | --------------------- |
| 1   | Patrick Roest      | Alexander van Hasselt |
| 2   | Gerben Jorritsma   | Wesly Dijs            |
| 3   | Marcel Bosker      | Thijs Roozen          |
| 4   | Dedjer Wymenga     | Peter Groen           |
| 5   | Thomas Krol        | Jos de Vos            |
| 6   | Lucas van Alphen   | Pim Schipper          |
| 7   | Sjoerd de Vries    | Kai Verbij            |
| 8   | Frank Hermans      | Maurice Vriend        |
| 9   | Wouter olde Heuvel | Kjeld Nuis            |
| 10  | Koen Verweij       | Sven Kramer           |
| 11  | Renz Rotteveel     | Stefan Groothuis      |
| 12  | Douwe de Vries     | Jan Blokhuijsen       |

1987 · 
1988 · 
1989 · 
1990 · 
1991 · 
1992 · 
1993 · 
1994 · 
1995 · 
1996 · 
1997 · 
1998 · 
1999 · 
2000 · 
2001 · 
2002 · 
2003 · 
2004 · 
2005 · 
2006 · 
2007 · 
2008 · 
2009 · 
2010 · 
2011 · 
2012 · 
2013 · 
2014 · 
2015 · 
2016 · 
2017 · 
2018 · 
2019 · 
2020 · 
2021 · 
2022 · 
2023 · 
2024 · 
2025